# Harald Muckenfuß
Harald Muckenfuß (* 8. März 1951 in Bretten) ist ehemaliger Trainer der deutschen Faustballnationalmannschaft der Männer.

## Werdegang
Harald Muckenfuß machte am Melanchthon-Gymnasium Bretten 1969 seinen Schulabschluss und studierte anschließend an der Deutschen Sporthochschule Köln.
In Folge der Arbeit seines Vaters Albert ist Harald Muckenfuß einer der Wegbereiter der Intensivierung der Jugendarbeit im Faustball beim TV Bretten mit der Etablierung einer Faustball-AG im Melanchthon-Gymnasium 1986. Daraus resultierten seit 1995 neun deutsche Meistertitel im Jugendbereich.
Harald Muckenfuß führte die deutsche Nationalmannschaft 1996 und 1998 als Bundestrainer zum Europameistertitel und wurde 1999 in Olten nach einer 2:3-Niederlage gegen Brasilien Vizeweltmeister. Bei den World Games 1997 errang er ebenfalls den Titel.